# Jeu van Bun

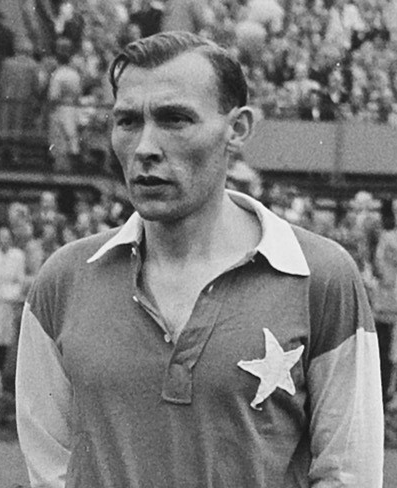
Jeu van Bun in 1951

Johannes Wijbrendus Mathias (Jeu) van Bun (Maastricht, 10 december 1918 – aldaar, 21 december 2002) was een Nederlands voetballer.
Van Bun voetbalde negentien jaar op het hoogste niveau in de Nederlandse competitie, voornamelijk als rechtsback. Hiervan speelde hij zeventien jaar (als amateur) voor MVV. 
In zijn periode bij MVV speelde hij in de jaren 1947, 1948 en 1949 elf interlands voor het Nederlands elftal. In 1948 nam hij als lid van het Nederlands elftal deel aan de Olympische Spelen in Londen, waar in de voorronde met 3-1 werd gewonnen van Ierland. In de eerste ronde werd met 4-3 van het gastland Groot-Brittannië verloren, waardoor Nederland voor verdere deelname was uitgeschakeld.
Jeu stopte met voetballen in het seizoen 1952/53. Na zijn carrière als voetballer was hij actief als voetbaltrainer bij diverse Limburgse amateurclubs.

## Trivia
- Een 15 jaar jongere neef van Jeu van Bun, ook Jeu van Bun geheten, speelde vanaf 1953 tot 1960 in het eerste elftal van MVV en daarna voor Willem II en Sparta.[1]
- In 2018 werd in het vakantiedorp op de Dousberg een straat vernoemd naar Jeu van Bun.[1]